# 川藏立交站
川藏立交站是成都地铁3号线的一座车站，位于成都市武侯区三环路西一段与太平园中三路交叉路口东侧绿化带内，横跨太平园中三路布置，于2018年12月26日开通。

## 车站结构
川藏立交站为地下二层单柱双跨11米宽岛式站台车站，轨面埋深约14.85米，有效站台宽度11.0米，车站主体建筑面积7520平方米。采用全明挖法施工。
| 地面      |                                      | 出入口                               |  |
| 地下 一层 | 站厅层                               | 安检、售票机、站内商店               |  |
| 地下 二层 |                                      | 3号线列车往成都医学院方向 （太平园） |  |
| 地下 二层 | 岛式站台，左边车门将会开启           |                                      |  |
| 地下 二层 | 3号线列车往双流西站方向 （武侯立交） |                                      |  |

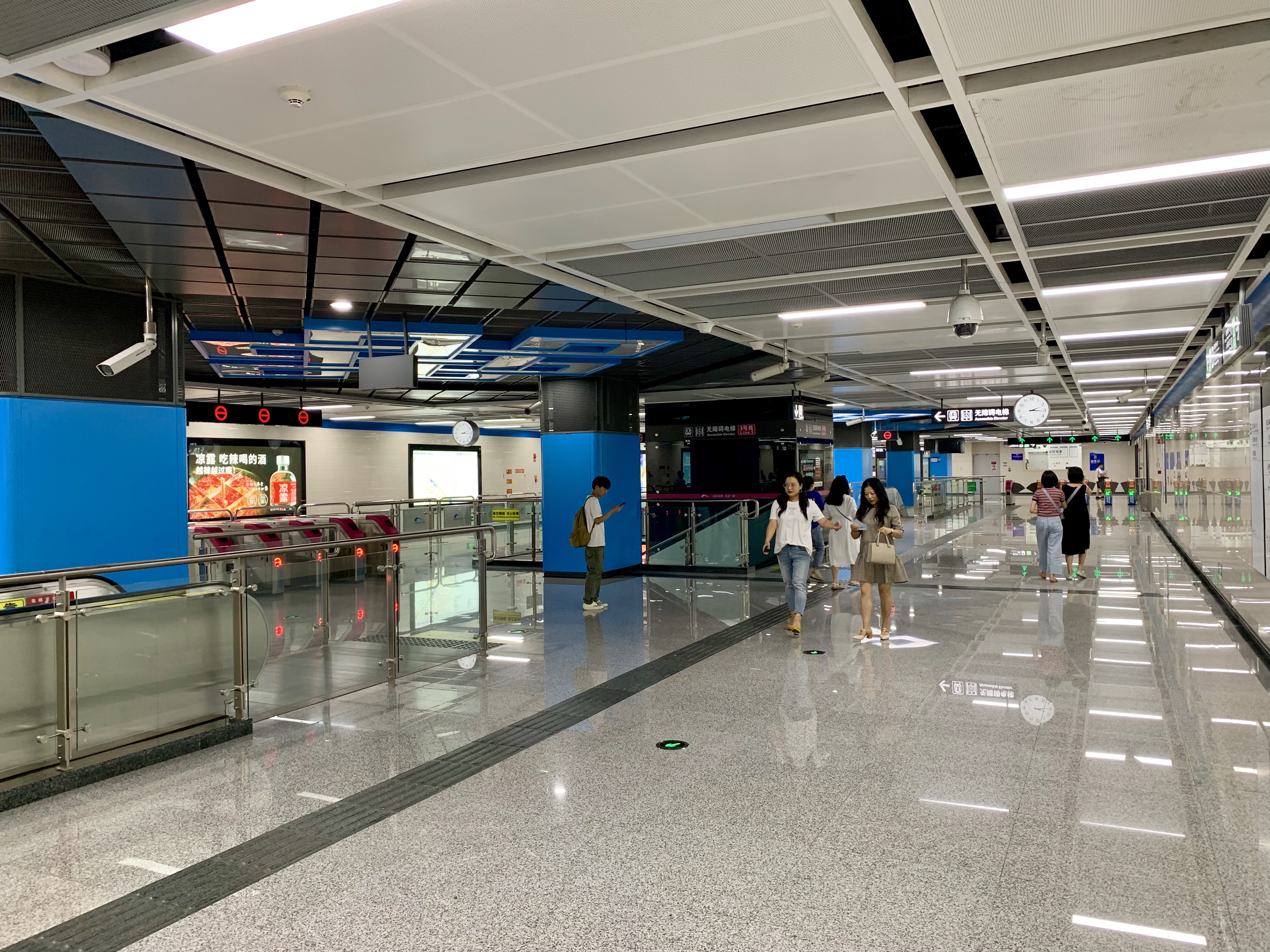
站厅层
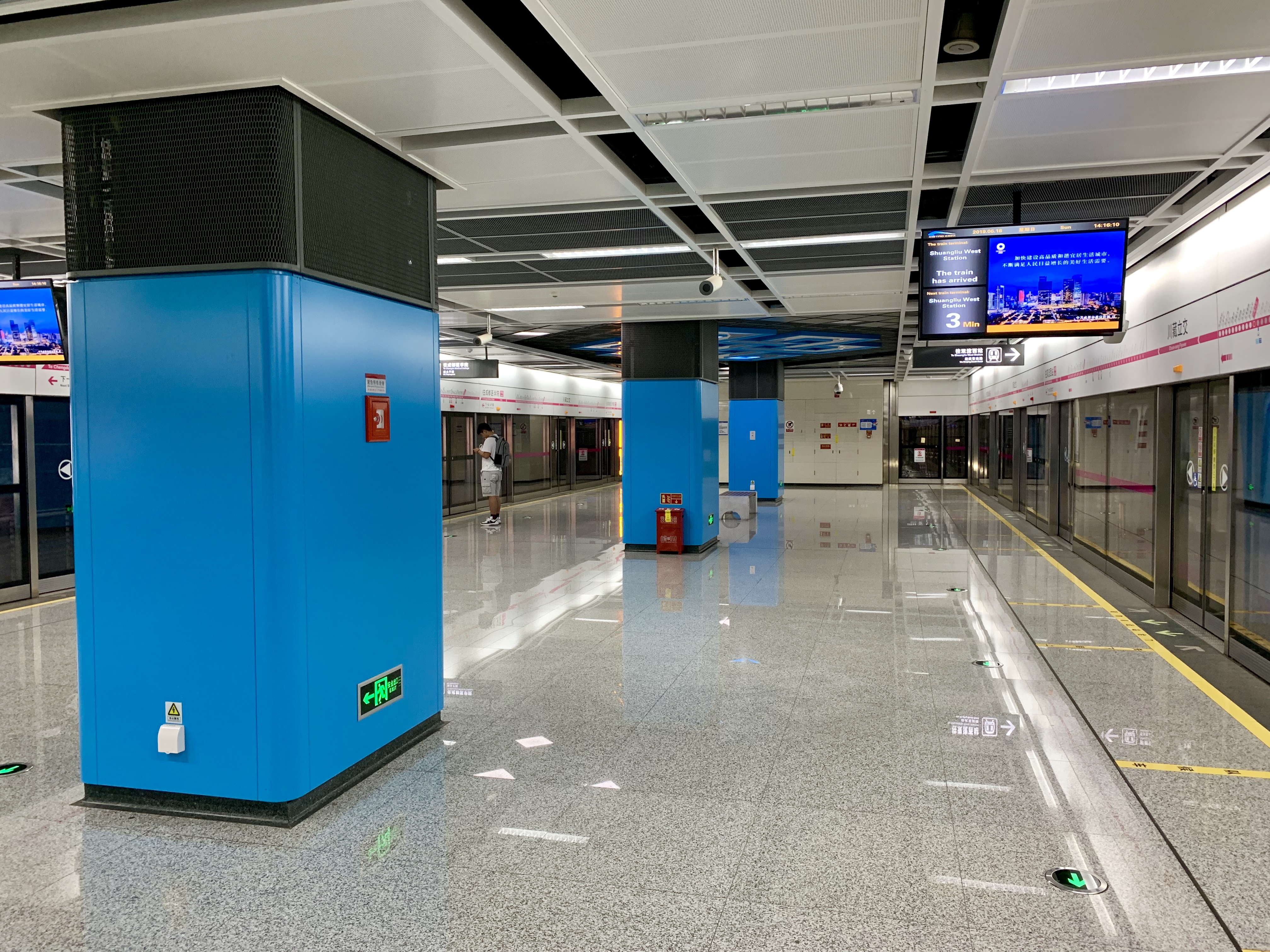
站台层

## 内装与公共艺术
本站是3号线二三期11个标准站之一。包括该站在内的3号线二期武侯区站点以佛教中“盘长”为主要设计元素，体现成都作为前往西藏重要中转站所传承的汉藏两族友谊。本站以蓝色为主色调。

## 出入口信息
本站目前开放3个出入口，皆位于三环路内侧。
| 出口编号 | 设施         | 地点         | 可到达目的地                                 |
| -------- | ------------ | ------------ | -------------------------------------------- |
|          |              |              |                                              |
|          | 无障碍电梯   | 西三环路一段 | 锦翠花园、公交三环川藏立交西内侧站           |
| 出口 · B |              | 西三环路一段 | 景翠南苑、百草园小学                         |
| 出口 · D | 无障碍卫生间 | 西三环路一段 | 锦翠花园、公交太平园中三路站、公交星狮路南站 |

## 大事记
- 2016年9月22日，车站主体结构封顶；
- 2018年12月26日，车站启用；
- 2023年7月，本站英文名由Chuan-Zang Flyover改为Chuanzang Flyover。